# Муравленківський газопереробний завод
Муравленківський газопереробний завод – підприємство нафтогазової промисловості, яке діє у Тюменській області Росії.
В 1987 та 1985 роках ввели в дію дві черги заводу однаковою потужністю по 1,07 млрд м3 на рік. Майданчик призначений для роботи з супутнім газом нафтових родовищ, таких як Муравленківське, Сутормінське, Сугумутське, а також постаченого за допомогою Холмогорської та Когалимської компресорних станцій. Продукцією є стабільний газовий бензин, фракція С3+ (у російській термінології відома як широка фракція легких вуглеводнів, ШФЛУ) і товарний газ. 
Первісно рівень вилучення гомологів метану не перевищував 50%, при цьому цей показник досягали за рахунок використання природніх низьких температур регіону. В 2003-му стала до ладу пропанова холодильна установка, яка дозволила довести вилучення до 67%, а після запуску в 2004-му турбодетандерної установки завод нарешті запрацював по повній технологічній схемі, що дозволяє вилучати до 93%.
В 2005-му ГПЗ прийняв 2,1 млрд м3 супутнього газу та виробив 341 тисячу тон ШФЛУ. 
Товарний газ видають через перемичку до газопроводу Уренгой – Челябінськ. ШФЛУ первісно закачували до конденсатопроводу Уренгой – Сургут, а з 2009-го транспортують по спеціалізованому трубопроводу Муравленково – Ноябрьськ. 
Наразі ГПЗ належить нафтохімічному холдингу «Сибур».